# Umbraculum

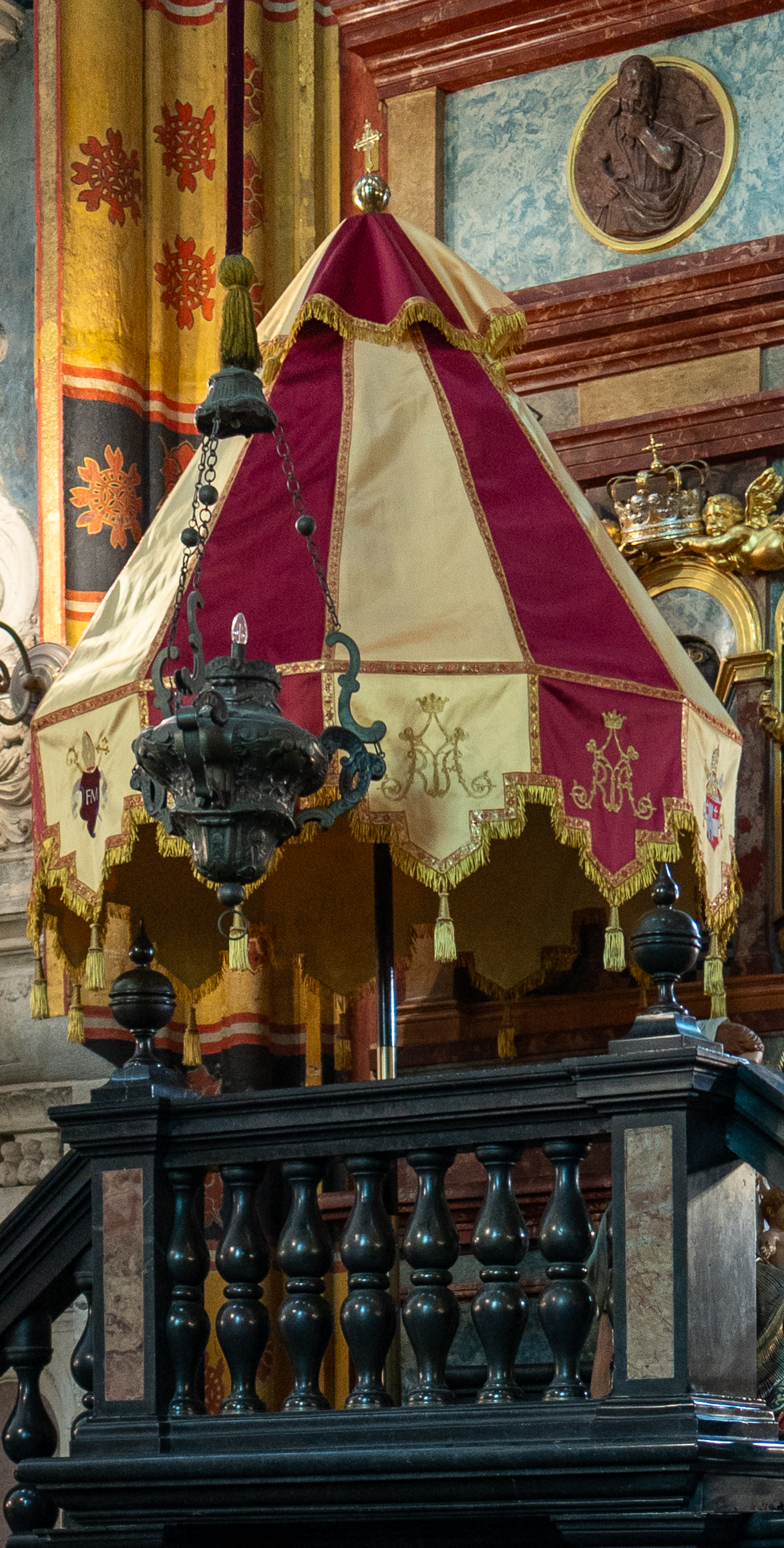
Umbraculum

Umbraculum – (łac. zasłona od słońca, od umbra - cień).
W średniowiecznych pontyfikałach termin ten odnosił się do cyborium ołtarzowego.
Następnie oznaczał zasłonę, rodzaj parawaniku służącego do przysłaniania hostii umieszczonej w monstrancji podczas kazania głoszonego w ramach Gorzkich Żalów lub mszy odpustowej. Parawanik ten często był wykonany z białego, lekko przeźroczystego jedwabiu, oprawiony w ozdobne ramy  lub w kształcie małej chorągwi wysokiej na 1 m i szerokiej na 0,5 m. Materiał był ozdabiany symbolami eucharystycznymi, przedstawieniami aniołów, czasami kamieniami ozdobnymi, zakończony frędzlami. Zasłona nie jest już stosowana podczas wystawiania Najświętszego Sakramentu.
Jest to też część papieskich insygniów; żółto-czerwony parasol zapewniający papieżowi cień. Znajduje się współcześnie w bazylikach na całym świecie - jego posiadanie było przywilejem bazylik mniejszych. Gdy papież odwiedza bazylikę, umbraculum jest otwierane.
W momencie ogłoszenia Sede vacante Stolica Apostolska zaleca, aby wszystkie bazyliki mniejsze na świecie podkreśliły tę nieobsadzoną stolicę poprzez otwarcie swoich umbraculi .
Umbraculum jest także umieszczane w herbach, np. stanowi element papieskiego herbu, a podczas trwania sede vacante znajduje się także w herbie kamerlinga.
W grudniu 2019 podczas ratunkowych prac budowlanych w gdańskiej bazylice św. Mikołaja odnalezione zostało umbraculum o wysokości (z drzewcem) prawie 390 cm i rozpiętości 235 cm, otrzymane w 1929 od papieża Piusa XI i uznawane po 1945 za zaginione.

Godło Stolicy Apostolskiej w czasie sede vacante.
Herb kamerlinga (który jest arcybiskupem)
Herb rodziny Gonzaga